# Festung (Film)
Festung (internationaler Titel „Fortress“) ist ein deutscher Spielfilm aus dem Jahr 2011. Regie führte Kirsi Marie Liimatainen, in den Hauptrollen spielen Elisa Essig und Peter Lohmeyer sowie Karoline Herfurth und Ursina Lardi. Die Uraufführung erfolgte in Kanada beim Montreal World Film Festival am 24. August 2011. Deutsche Kinopremiere war erst 15 Monate später am 29. November 2012. Im deutschen Fernsehem wurde der Film erstmals im ZDF am 5. August 2014 ausgestrahlt.
Der Film zeigt das Leben der dreizehnjährigen Johanna, die versucht, trotz ihres gewalttätigen Vaters die Fassade einer heilen Familie aufrechtzuerhalten.

## Handlung
Johanna ist fast vierzehn und leidet unter ihrem gewalttätigen Vater, der häufig ihre Mutter schlägt. Ihre ältere Schwester Claudia ist auf Grund der häuslichen Situation schon lange ausgezogen und kann nicht begreifen, warum ihre Mutter sich nicht von ihrem Mann trennt. So ist Johanna und ihre sechsjährige Schwester Moni dem psychischen Terror ihres Vaters hilflos ausgesetzt. Johanna schämt sich für die anhaltenden Übergriffe des Vaters, muss aber auch feststellen, wie sehr ihre kleine Schwester schon das Vokabular an Schimpfworten ihres Vaters in ihren Sprachgebrauch mitaufgenommen hat. Sie möchte Moni beschützen, was ihr nicht immer leicht fällt. Hoffnung gibt ihr der Lehrersohn Christian Waidele, in den sie sich verliebt hat. Sie genießt es jemanden zu haben, an den sie sich anlehnen kann. Obwohl sie ihn aufgrund seiner ruhige Art mag, vermisst sie andererseits ein dominantes Auftreten, wie ihr Vater es immer zeigt. Das führt zu ersten Konflikten, weil Christian den Hintergrund von Johannas Stimmungsschwankungen nicht kennt. Johanna verschweigt ihm ihre familiäre Situation und täuscht ein ganz normales Elternhaus vor.
Nach einer neuen Prügelattacke will Johannas Mutter ihren Mann verlassen, doch sie kriegt es wie so oft nicht fertig. Ihre Schwiegermutter will ihnen demnächst ihr Hotel überschreiben, doch nur unter der Bedingung, dass es über sie kein Gerede im Ort gibt. Bei einer Party, zu der Johanna zusammen mit Christian eingeladen wurde, kann sie ihre persönlichen Anspannung nicht ablegen. Sie hatte ihrer kleinen Schwester aufgetragen sie anzuklingeln, wenn zu Hause etwas nicht in Ordnung sein sollte. Deshalb verlässt sie die Party vorzeitig, was Christian falsch versteht. Aus Angst vor einer Eskalation verheimlicht sie die Wahrheit, was ihrer Beziehung nicht gut tut.
Ihren vierzehnten Geburtstag feiert sie mit ihrer Familie im Hotel der Oma, doch richtig fröhlich ist Johanna nicht. Außer ihrer großen Schwester Claudia hat sie keine weiteren Gäste. Es dauert auch nicht lange und Claudia streitet sich erneut mit ihrem Vater und fährt daraufhin mit voller Absicht mit ihrem Auto gegen dessen Wagen. Seiner Frau raunt Robert daraufhin wütend zu: „Du hast Deine Scheißkinder nicht im Griff.“
Inzwischen war Christian doch gekommen und muss das Familienchaos mit ansehen. Johanna zieht sich mit ihm in eines der Hotelzimmer zurück, während ihre Mutter Claudia bittet, Moni mit zu sich zu nehmen. Ihr ist klar, dass dieser Tag nicht gut enden wird. Robert schlägt sie am Abend so arg, dass sie auch am nächsten Tag noch nicht aufstehen kann. Johanna muss nun nicht nur ihre kleine Schwester versorgen, sondern auch ihre Mutter. In der Schule wird sie von Lehrer Waidele angesprochen. Er hat von Christian erfahren, wie ihre Familie unter dem Vater leidet und meint, das Jugendamt informieren zu müssen. Das will Johanna um jedem Preis verhindert und bezichtigt kurzerhand ihren Leher eines sexuellen Übergriffs, um ihn unglaubwürdig zu machen. Christian wendet sich daraufhin von ihr ab und Johanna bekommt zu Hause einen Wutanfall und zerstört alle Dinge, die ihr ihr Vater einmal geschenkt hatte. Als sie bemerkt, dass es ihrer Mutter immer schlechter geht und sie inzwischen sogar das Bewusstsein verloren hat, ruft sie den Rettungsdienst.
In der Hoffnung, sich mit Christian versöhnen zu können, geht sie zaghaft auf ihn zu.

## Hintergrund
Die Dreharbeiten erfolgten vom 14. September bis zum 31. Oktober 2010 in Heppenheim und Umgebung in Hessen.

## Kritik
Tittelbach.tv wertete: „‚Festung‘ ist auf Grund seiner Realitätsnähe keine leichte Kost. Gerade durch die zurückhaltende Inszenierung, die auf dramatische Musikuntermalung und einen dynamischen Schnitt verzichtet, ist es dem Zuschauer kaum möglich, sich vom Schicksal der Figuren zu distanzieren. So erreicht die zyklische Struktur der Erzählung, in der sich wie im wahren Leben Übergriff an Entschuldigung an erneuten Übergriff reiht, dass sich das Publikum nach dem Ende des Films zu sehnen beginnt – einfach nur, um den bedrückenden Gewaltkreislauf nicht mehr ertragen zu müssen. Es ist gut und richtig, dass Liimatainen ihre Zuschauer hier ein wenig quält. Häusliche Gewalt ist kein Thema für seichte Abendunterhaltung.“
Sophie Charlotte Rieger schrieb für filmstarts.de: „Jede vierte Frau in Deutschland wird im Laufe ihres Lebens einmal das Opfer häuslicher Gewalt. In Anbetracht dieser erschreckend hohen Zahl ist jede ernsthafte Auseinandersetzung mit diesem Thema hochwillkommen. In ihrem Filmdrama ‚Festung‘ erzählt die finnische Regisseurin Kirsi Marie Liimatainen nun die Geschichte einer von gewalttätigen Übergriffen des Vaters gezeichneten Familie. Auf sehr realistische Weise zeigt die Filmemacherin die seelischen Verletzungen der Figuren und mutet ihrem Publikum dabei einiges zu: ein aufrüttelndes und forderndes Werk über ein Problem, das immer noch viel zu wenig Beachtung findet.“
Bei epd-film.de urteilte Patrick Seyboth: „Erwachsen werden und erste Liebe stehen für Johanna unter dunklen Vorzeichen. Dort, wo sie Rückhalt und Geborgenheit finden müsste, herrschen Schweigen und Angst. Gerade erst ist der Vater von einer Therapie zurückgekehrt, mit Geschenken und gutem Willen, doch seine Aggressionen hat er nach wie vor nicht unter Kontrolle. Die Inszenierung setzt die Ausraster und Prügelattacken des Vaters gegen die Mutter nicht direkt ins Bild, sie beleuchtet die Auswirkungen. Die Familie ist zur ‚Festung‘ geworden, ein prekäres System, das nur in der Abschottung nach außen, hinter der Fassade einer heilen Welt, aufrechtzuerhalten ist.“